# Rhizocarpon sublavatum
Rhizocarpon sublavatum är en lavart som beskrevs av Alan M. Fryday. Rhizocarpon sublavatum ingår i släktet Rhizocarpon, och familjen Rhizocarpaceae. Enligt den finländska rödlistan är arten otillräckligt studerad i Finland. Arten är reproducerande i Sverige. Artens livsmiljö är klippor (inklusive flyttblock).